# L'Ange de Noël (téléfilm, 2011)
Pour les articles homonymes, voir L'Ange de Noël (homonymie).
Pour plus de détails, voir Fiche technique et Distribution.
L'Ange de Noël (Christmas Magic) est un téléfilm de Noël américain réalisé par John Bradshaw et diffusé le 18 décembre 2011 sur Hallmark Channel.

## Synopsis
Carrie, qui mène une brillante carrière dans l’événementiel, est victime d'un grave accident à l'approche des fêtes de Noël. Avant son passage vers l'au-delà, elle se voit confier une mission : redonner goût à la vie à un certain Scott Walker.

## Fiche technique
- Titre original : Christmas Magic
- Titre québécois : La magie de Noël
- Réalisation : John Bradshaw
- Scénario : Joany Kane, Rickie Castaneda et Kevin Commins
- Montage : Mark Arcieri
- Musique : Stacey Hersh
- Société de production : Chesler/Perlmutter Productions
- Durée : 84 minutes

## Distribution
- Lindy Booth (VF : Nathalie Karsenti) : Carrie Blackford
- Paul McGillion (VF : Guillaume Lebon) : Scott Walker
- Derek McGrath (VF : François Dunoyer) : Henry
- Kiara Glasco (VF : Lou Dubernat) : Abby
- Teresa Pavlinek (en) (VF : Annabelle Roux) : Rita
- Tricia Braun (VF : Brigitte Aubry) : Lynette
- Barbara Gordon (en) (VF : Anne Ludovik) : Betsy
- Marqus Bobesich (VF : Thierry Bourdon) : Danny

 Source et légende : version française (VF) sur RS Doublage